# 西康花楸
西康花楸（学名：Sorbus prattii）为蔷薇科花楸属的植物，是中国的特有植物。分布于中国大陆的西藏、云南、四川等地，生长于海拔2,100米至3,700米的地区，多生在高山杂木丛林内。

## 别名
蒲氏花楸（华北经济植物志要）

## 异名
- Sorbus prattii Koehne var. aestivalis (Koehne) Yu et L. T. Lu